# Okres Szentendre
Okres Szentendre (maďarsky Szentendrei járás) je jedním z osmnácti okresů maďarské župy Pest. Jeho centrem je město Szentendre.

## Sídla
V okrese se nachází celkem 13 měst a obcí.
Města
- Budakalász
- Pomáz
- Szentendre
- Visegrád

Městyse
- Leányfalu

Obce
- Csobánka
- Dunabogdány
- Kisoroszi
- Pilisszentkereszt
- Pilisszentlászló
- Pócsmegyer
- Szigetmonostor
- Tahitótfalu